# Nico Rienks
Nicolaas Hessel Rienks, detto Nico (Tiel, 1º febbraio 1962), è un ex canottiere olandese.
È stato il portabandiera dei Paesi Bassi alle Olimpiadi 2000 svoltesi a Sydney.

## Palmarès

### Olimpiadi
- 3 medaglie:
  - 2 ori (Seul 1988 nel due di coppia; Atlanta 1996 nell'otto)
  - 1 bronzo (Barcellona 1992 nel due di coppia)

### Mondiali
- 4 medaglie:
  - 1 oro (Vienna 1991 nel due di coppia)
  - 3 argenti (Lake Bled 1989 nel due di coppia; Tampere 1994 nell'otto; Indianapolis 1995 nell'otto)